# 5 mars 1992
Le jeudi 5 mars 1992 est le 65e jour de l'année 1992.

## Naissances
- Adja Konteh, joueuse de basket-ball française
- Aleksandra Mierzejewska, haltérophile polonaise
- Anton Saroka, joueur de football biélorusse
- Ben Lively, joueur américain de baseball
- Dario Župarić, footballeur croate
- Hagen Pohle, athlète allemand
- Juan Sebastián Gómez, joueur de tennis colombien
- Kit Armstrong, pianiste et compositeur anglo-taïwanais
- Macarena Achaga, actrice argentine
- Maximiliano Olivera, footballeur uruguayen
- Moises Hernandez, joueur de football guatémaltèque
- Taylor Averill, joueur américain de volley-ball
- Tina Hermann, skeletoneuse allemande
- Ulises Castillo, coureur cycliste mexicain

## Décès
- Eduardo Airaldi Rivarola (né le 11 janvier 1922), joueur, entraîneur, arbitre et dirigeant de basket-ball péruvien
- Giuseppe Olmo (né le 22 novembre 1911), coureur cycliste italien
- Raoul de Warren (né le 5 septembre 1905), historien, généalogiste, juriste et romancier français
- Raymond Barbeau (né le 27 juin 1930), écrivain canadien
- Robert Derathé (né le 20 décembre 1905), philosophe français

## Événements
- Découverte des astéroïdes (32832) 1992 EB2 et (9965) GNU
- Création de la commune de Vasalemma
- Sortie du film russe Le Cercle des intimes
- Sortie du film américain Medicine Man
- Sortie du film américain Pyrates
- Sortie du film américain Star Trek 6 : Terre inconnue
- Début de la mini-série The Camomile Lawn
- Sortie du film américain Une lueur dans la nuit